# Dølemo idrettspark
Het Dølemo idrettspark  is een ijsbaan in Åmli in de provincie Aust-Agder in het zuiden van Noorwegen. De openlucht-natuurijsbaan is geopend in 1992 en ligt op 177 meter boven zeeniveau.